# Fasciolaria tulipa
El caracol campechana (Fasciolaria tulipa) es una especie de gasterópodo marino perteneciente a la familia Fasciolariidae. Habita en zonas con fondos de arena y pastos marinos.

## Clasificación y descripción
Concha grande y fusiforme. De color amarillo con manchones oscuros. Superficie lisa, excepto por dos o tres surcos espirales por debajo de la sutura. Columela con dos pliegues. Labio externo delgado y denticulado en su margen interno, de color blanco azulado o amarillo. Opérculo córneo unguiculado. Grande, alcanza hasta los 200 mm de largo total.

## Distribución
La especie Fasciolaria tulipa se distribuye desde Carolina del Norte al Sureste de Florida, Texas y las Antillas. También en Brasil. En México se puede encontrar desde Matamoros a Quintana Roo.

## Ambiente
Es común encontrar esta especie de caracol en fondos de arena fina con la presencia de la fanerógama marina Thalassia testudinum.

## Estado de conservación
Hasta el momento en México no se encuentra en ninguna categoría de protección, ni en la Lista Roja, de la IUCN (International Union for Conservation of Nature) ni en CITES (Convención sobre el Comercio Internacional de Especies Amenazadas de Fauna y Flora Silvestres).